# Таміра Менса
Таміра Маріама Менса, у шлюбі Менса-Сток (нар. 11 жовтня 1992)  — американська спортивна борчиня, яка бере участь у жіночій категорії вільного стилю та виграла золоту медаль на Олімпіаді в Токіо 2021 року. Чинна олімпійська та чемпіонка світу з вільної боротьби. В даний час вона також є номер 1 у світі жінкою — борчинею. 

## Раннє життя
Таміра народилася в Чикаго, штат Іллінойс, і виросла в передмісті Х'юстона, штат Техас. Її батько був ганом, який жив у Гані до 30 років, а мати родом з Іллінойсу.
Вона почала змагатись у легкоатлетичних змаганнях, але пізніше у 15 років продовжила займатися боротьбою, будучи підліткою в середній школі Мортон Ранчо в Кейті, Техас Її сестра-близнючка Таркія яка була у шкільній команді з боротьби, переконала її приєднатися до неї на тренуванні з боротьби. Однак вона ледь не звільнилася після смертельної автомобільної аварії її батька, коли він повертався додому з одного зі своїх змагань у середній школі. Вона звинуватила боротьбу в передчасній загибелі батька, в якому бачила свого найбільшого прихильника.
У 2010 та 2011 роках вона стала чемпіонкою середніх шкіл Техасу після того, як в 2009 році посіла друге місце. У 2010 році вона стала молодшою віцечемпіонкою США. Після закінчення середньої школи вона вступила до Вайлендського баптистського університету (WBU). Будучи студенткою-борчинею, вона стала чемпіонкою національних чемпіонатів WCWA (жіночої колегіальної боротьби) в 2014 та 2017 роках, тобто чемпіонкою Америки цієї асоціації. Вона також посіла третє місце на чемпіонаті університетів США 2013 року та перше місце у 2015 році.

## Кар'єра
Хоча вона виграла 68 кг на Олімпійських випробуваннях у США 2016 року, жоден із спортсменів зі Сполучених Штатів не отримав місця для участі у відповідній 68 ваговій категорії на Олімпійських іграх у Ріо -2016, тому вона провела час у Бразилії як партнерка-тренерка для товаришок по команді, які мали право в інших вагових категоріях. Олімпіада.
Вона виграла золоту медаль у жіночому змаганні до 68 кг під час чемпіонату світу з боротьби 2019 року, а також отримала право представляти США на літніх Олімпійських іграх 2020 року . Вона була однією з трьох золотих медалісток США в жіночій категорії вільного стилю на чемпіонаті світу 2019 року, що також стало першим випадком, коли делегація США претендувала на три золоті медалі у змаганнях з жіночої боротьби на одному чемпіонаті світу.
Таміра Менса також претендувала на бронзову медаль у жіночому змаганні до 68 кг на чемпіонаті світу з боротьби 2018 року. У 2021 році вона виграла золоту медаль у змаганні до 68 кг на рейтинговій серії Matteo Pellicone 2021 у Римі, Італія.
3 серпня 2021 року вона виграла золоту медаль у вільному стилі серед жінок у вазі до 68 кг, перемігши у Нігерії Блессінг Оборудуду з рахунком 4: 1 на літніх Олімпійських іграх 2020 року Вона — друга жінка, американка, яка виграла золото, після Гелен Мароуліс.

## Особисте життя
Менса одружилася з Джейкобом Стоксом у 2016 році. Він займався боротьбою у середній школі Мортон-ранчо та баптистському університеті Вейленда з нею.

## Спортивні результати на міжнародних змаганнях

### Виступи на Олімпіадах
| Змагання                    | Збірна | Вагова категорія          | Місце  |
| --------------------------- | ------ | ------------------------- | ------ |
| Літні Олімпійські ігри 2020 | США    | жіноча боротьба, до 68 кг | Золото |

### Виступи на Чемпіонатах світу
| Змагання                        | Збірна | Вагова категорія          | Місце  |
| ------------------------------- | ------ | ------------------------- | ------ |
| Чемпіонат світу з боротьби 2017 | США    | жіноча боротьба, до 69 кг | 9      |
| Чемпіонат світу з боротьби 2018 | США    | жіноча боротьба, до 68 кг | Бронза |
| Чемпіонат світу з боротьби 2019 | США    | жіноча боротьба, до 68 кг | Золото |
| Чемпіонат світу з боротьби 2021 | США    | жіноча боротьба, до 68 кг | Бронза |
| Чемпіонат світу з боротьби 2022 | США    | жіноча боротьба, до 68 кг | Золото |

### Виступи на Панамериканських чемпіонатах
| Змагання                                   | Збірна | Вагова категорія          | Місце  |
| ------------------------------------------ | ------ | ------------------------- | ------ |
| Панамериканський чемпіонат з боротьби 2019 | США    | жіноча боротьба, до 68 кг | Золото |
| Панамериканський чемпіонат з боротьби 2020 | США    | жіноча боротьба, до 68 кг | Золото |
| Панамериканський чемпіонат з боротьби 2021 | США    | жіноча боротьба, до 68 кг | Золото |

### Виступи на Панамериканських іграх
| Змагання                  | Збірна | Вагова категорія          | Місце  |
| ------------------------- | ------ | ------------------------- | ------ |
| Панамериканські ігри 2019 | США    | жіноча боротьба, до 68 кг | Золото |

### Виступи на інших змаганнях
| Змагання                                                                      | Збірна | Вагова категорія          | Місце  |
| ----------------------------------------------------------------------------- | ------ | ------------------------- | ------ |
| Гран-прі Іспанії з боротьби 2013                                              | США    | жіноча боротьба, до 67 кг | Срібло |
| International Olympia 2013                                                    | США    | жіноча боротьба, до 67 кг | Срібло |
| Міжнародний студентський чемпіонат з боротьби 2014                            | США    | жіноча боротьба, до 67 кг | Срібло |
| Klippan Lady Open 2014                                                        | США    | жіноча боротьба, до 69 кг | Бронза |
| Nordhagen Classics 2015                                                       | США    | жіноча боротьба, до 69 кг | Золото |
| Klippan Lady Open 2015                                                        | США    | жіноча боротьба, до 69 кг | 13     |
| Гран-прі Іспанії з боротьби 2015                                              | США    | жіноча боротьба, до 69 кг | Срібло |
| Міжнародний меморіал Білла Фаррелла 2015                                      | США    | жіноча боротьба, до 69 кг | Срібло |
| Тестовий турнір UWW 2016                                                      | США    | жіноча боротьба, до 69 кг | Бронза |
| Панамериканський олімпійський кваліфікаційний турнір з боротьби 2016 (Фріско) | США    | жіноча боротьба, до 69 кг | 5      |
| Олімпійські випробування США 2016                                             | США    | жіноча боротьба, до 69 кг | Золото |
| Світовий олімпійський кваліфікаційний турнір з боротьби 2016 (Стамбул)        | США    | жіноча боротьба, до 69 кг | Бронза |
| Світовий олімпійський кваліфікаційний турнір з боротьби 2016 (Улан-Батор)     | США    | жіноча боротьба, до 69 кг | Бронза |
| Кубок Канади з боротьби 2016                                                  | США    | жіноча боротьба, до 69 кг | Бронза |
| Гран-прі Іспанії з боротьби 2016                                              | США    | жіноча боротьба, до 69 кг | Бронза |
| Золотий Гран-прі з боротьби 2016                                              | США    | жіноча боротьба, до 69 кг | Срібло |
| Гран-прі «Іван Яригін» 2017                                                   | США    | жіноча боротьба, до 69 кг | Золото |
| Гран-прі Іспанії з боротьби 2017                                              | США    | жіноча боротьба, до 69 кг | Золото |
| Beat the Streets 2017                                                         | США    | жіноча боротьба, до 69 кг | Золото |
| Міжнародний меморіал Дейва Шульца 2017                                        | США    | жіноча боротьба, до 76 кг | Срібло |
| Кубок світу з боротьби 2017                                                   | США    | команда                   | 4      |
| Гран-прі «Іван Яригін» 2018                                                   | США    | жіноча боротьба, до 68 кг | Золото |
| Klippan Lady Open 2018                                                        | США    | жіноча боротьба, до 68 кг | Бронза |
| Кубок світу з боротьби 2018                                                   | США    | команда                   | 4      |
| Beat the Streets 2018                                                         | США    | жіноча боротьба, до 68 кг | Золото |
| Гран-прі Іспанії з боротьби 2018                                              | США    | жіноча боротьба, до 68 кг | Золото |
| Відкритий чемпіонат Польщі з боротьби 2018                                    | США    | жіноча боротьба, до 68 кг | Бронза |
| Гран-прі «Іван Яригін» 2019                                                   | США    | жіноча боротьба, до 72 кг | Золото |
| Турнір Дана Колова — Николи Петрова 2019                                      | США    | жіноча боротьба, до 68 кг | Золото |
| Beat the Streets 2019                                                         | США    | жіноча боротьба, до 68 кг | Золото |
| Турнір міста Сассарі з боротьби 2019                                          | США    | жіноча боротьба, до 68 кг | Золото |
| Кубок світу з боротьби 2019                                                   | США    | команда                   | Срібло |
| Турнір Маттео Пелліконе 2020                                                  | США    | жіноча боротьба, до 68 кг | Срібло |
| Henri Deglane Challenge 2021                                                  | США    | жіноча боротьба, до 68 кг | Золото |
| Турнір Маттео Пелліконе 2021                                                  | США    | жіноча боротьба, до 68 кг | Золото |
| Турнір Зухаєра Сгайєра 2022                                                   | США    | жіноча боротьба, до 68 кг | Золото |